# Зеландский болюс
Зеландский болюс (нидерл. Zeeuwse bolus, мн.ч. Zeeuwse bolussen) — сладкая выпечка еврейского происхождения из голландской провинции Зеландия, напоминающая булочки с корицей. Их готовят, выпекая завернутое в спираль тесто, с коричневым сахаром, корицей, иногда с лимонной цедрой. Форма болюса у разных пекарей различается. Булочки часто едят с кофе, а в некоторых частях региона более плоскую нижнюю сторону покрывают маслом. 
Болюс считается изначально еврейской выпечкой и был распространен по всему миру с сефардской диаспорой.

## Этимология

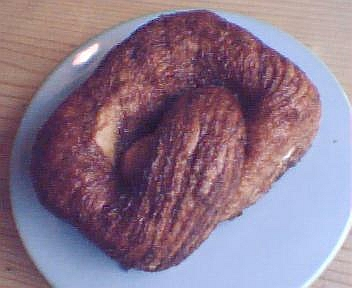
Зеландский болюс

В этимологическом словаре Ван Дейла говорится, что bolus или boles — это множественное число слова bole, которое, в свою очередь, происходит от испанского bollo, означающего «булочка». Оно также может происходить от слова bola, которое на языке сефардских еврейских эмигрантов, ладино, означает «шар» или «сфера»  и восходит к латинскому bolus (бросать или выигрывать). На идиш bole означает «хорошее тесто». Это название, вероятно, попало в Амстердам через португальских евреев. Ранние упоминания на голландском языке названия «bolus» для выпечки датируются 1802 г. и 1841 г. 
В различных регионах Зеландии для болюса также используются другие названия, такие как draaikoek, drolle(n) (Зеландская Фландрия), «jikkemiene» (Бевеланден) и «draoier», или stropiedraoier (Валхерен). В Мидделбурге, Арнемейдене и Вере также говорят koekedraoiomme, и здесь тоже есть связь со способом приготовления. Название klevende liefde («клейкая любовь») однажды было выбрано как самое красивое.
Существует также другой вид еврейской выпечки, который продаётся в Нидерландах под названием bolus или boles. Это имбирные болюсы, сделанные из теста с начинкой из имбиря, и апельсиновые болюсы с начинкой из апельсина и миндальной муки, приправленные апельсином и миндалем. Имеют золотисто-желтый цвет, в бумажной форме. Их нужно есть ложкой, потому что сироп делает их очень липкими. Они рассматриваются как варианты исходного болюса. Оба варианта родом из Амстердама

## История
Болюсен были впервые созданы в Зеландии в первой половине XVII века бежавшими от преследования католической церкви еврейскими пекарями-сефардами, в основном из португальского региона Алентежу. На еврейском кладбище в Мидделбурге есть знаки португальской еврейской общины, населявшей Зеландию. Еврейские пекари создали предшественника зеландского болюса. Позже пекари из Зеландии усовершенствовали искусство приготовления болюсов, иногда используя паровые печи, чтобы булочки с корицей оставались нежным.

## Конкурс

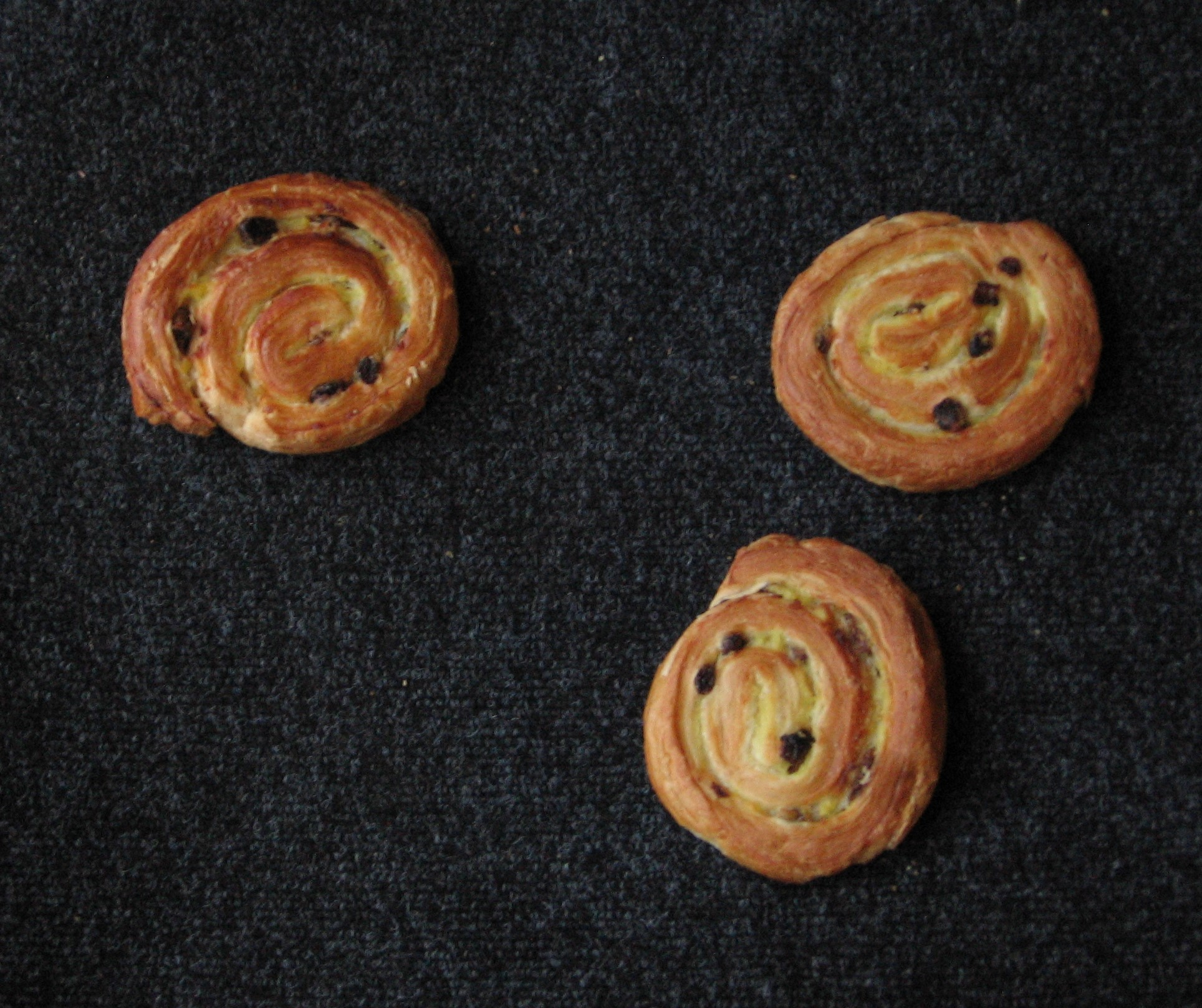
Три голландских болюса в виде спиральки с изюмом, 2022 г.

С 1998 года каждый год в течение «недели болюса», во вторник 12-й недели года, проводятся чемпионаты Зеландии по выпечке болюса, организованные Голландским Хлебопекарным Центром. Участвующие пекари могут приготовить восемь оцениваемых болюсов. Жюри, состоящее из двух пекарей и двух сотрудников Центра, выбирает десять лучших продуктов, из которых зрители выбирают победителя. Победитель получает приз и может называть себя «Лучшим пекарем болюса» в течение года.